# Ириэ, Тосио
Тосио Ириэ (яп. 入江 稔夫 Ириэ Тосио); 5 ноября 1911 — 8 мая 1974) — японский пловец, призёр Олимпийских игр.
Тосио Ириэ родился в 1911 году в Такацуки префектуры Осака, окончил Университет Васэда.
В 1928 году Тосио Ириэ принял участие в Олимпийских играх в Амстердаме, однако в финале к финишу пришёл лишь четвёртым; тем не менее осенью 1928 года он установил новый мировой рекорд в плавании на дистанции 200 м на спиние.
В 1932 году на Олимпийских играх в Лос-Анджелесе он завоевал серебряную медаль на дистанции 100 м на спине.